# سيدني سوزا
سيدني سوزا (12 سبتمبر 1972 - ) هو لاعب كرة قدم برازيلي في مركز الوسط. لعب مع Cerâmica Atlético Clube ‏ وإسبورتي بيلوتاس ‏ وCanoas Sport Club ‏ وClube Esportivo Bento Gonçalves ‏ وSport Club Ulbra Ji-Paraná ‏ وSociedade Esportiva Recreativa e Cultural Brasil ‏ ونادي نوفو هامبورغو.

## وصلات خارجية
- سيدني سوزا على موقع قاعدة بيانات كرة القدم.إي يو (الإنجليزية)
- سيدني سوزا على موقع Soccerway.com (الإنجليزية)